# Wangganguru
Wangganguru är ett utdött australiskt språk i Australien. Wangganguru talades i Nordterritoriet. Wangganguru tillhörde de pama-nyunganska språken.